# Гершер (Іллінойс)
Гершер (англ. Herscher) — селище (англ. village) в США, в окрузі Канкакі штату Іллінойс. Населення — 1521 особа (2020).

## Географія
Гершер розташований за координатами 41°2′57″ пн. ш. 88°6′1″ зх. д. / 41.04917° пн. ш. 88.10028° зх. д. (41.049162, -88.100322).  За даними Бюро перепису населення США в 2010 році селище мало площу 4,69 км², уся площа — суходіл.

## Демографія
Згідно з переписом 2010 року, у селищі мешкала 1591 особа в 603 домогосподарствах у складі 423 родин. Густота населення становила 339 осіб/км².  Було 646 помешкань (138/км²).
Расовий склад населення:
| - 98,4 % — білих - 0,3 % — корінних американців - 0,2 % — азіатів - 0,1 % — вихідців з тихоокеанських островів |

До двох чи більше рас належало 0,9 %. Частка іспаномовних становила 1,5 % від усіх жителів.
За віковим діапазоном населення розподілялося таким чином: 28,4 % — особи молодші 18 років, 57,5 % — особи у віці 18—64 років, 14,1 % — особи у віці 65 років та старші. Медіана віку мешканця становила 36,5 року. На 100 осіб жіночої статі у селищі припадало 95,5 чоловіків;  на 100 жінок у віці від 18 років та старших — 90,5 чоловіків також старших 18 років.
Середній дохід на одне домашнє господарство  становив 74 781 долар США (медіана — 69 650), а середній дохід на одну сім'ю — 89 638 доларів (медіана — 86 979). Медіана доходів становила 59 327 доларів для чоловіків та 46 250 доларів для жінок. За межею бідності перебувало 8,6 % осіб, у тому числі 9,0 % дітей у віці до 18 років та 14,8 % осіб у віці 65 років та старших.
Цивільне працевлаштоване населення становило 734 особи. Основні галузі зайнятості: освіта, охорона здоров'я та соціальна допомога — 34,7 %, будівництво — 10,2 %, виробництво — 9,7 %.